# ضیاءالادبا
ضیاالادبای شیرازی  از سیاستمداران ایرانی بود، که در دوره چهارم و دوره پنجم بعنوان نماینده شیراز در مجلس شورای ملی حضور داشت.